# اینهریار
اینهریار Einherjar در اساطیر نورس پهلوانانی هستند که دلیرانه در میدان‌های نبرد به خاک می‌افتند. این رزم آوران را والکیریها از میان کشتگان نبردها برمی‌گزینند و به والهالا، تالار ویژه اودین در آسگارد می‌برند تا در آنجا خود را برای نبرد پایانی در روز راگناروک آماده کنند. به گفتاری دیگر این جنگجویان را اودین و فریا میان خود پخش می‌کنند.
اینهریار هر روز با بانگ خروسی به نام گولینکامبی، که معنی نامش «زرین شانه» است، از خواب برخاسته، خود را برای نبرد می‌پرورانند. آنها این کار را تا آنجا پی می‌گیرند که همگی یکدیگر را تکه تکه می‌کنند. اما شب هنگام به گونه‌ای بسیار شگفت انگیز زخمهای آنها بهبود یافته و در کنار اودین به جشن و شادمانی می‌پردازند. خوراک و نوشیدنی این جشنها به شیوه‌ای شگفت انگیز فراهم می‌شوند. خوراک آنها بدست آشپزی به نام الدریم نیر از گوشت گرازی به نام سیریم نیر که هر شب کشته شده و روز دیگر بار زنده می‌شود، در دیگی به نام آندریم نیر پخته می‌شود. نوشیدنی ویژه‌ای به نام مید نیز از پستانهای بزی به نام هایدرون، که بر پشت بام والهالا زندگی می‌کند و از برگهای ایگدراسیل می‌خورد جاریست که به گسارش اینهریار و اودین می‌رسد.
در راگناروک، دلیرترین اینهریار سپاه اودین را برای نبرد با یوتونها گردآوری می‌کند و به همراه خدایان به نبردی که سرانجام آن از پیش گفته شده می‌تازند.
وایکینگ‌ها آویزهای تندیس مانند اینهریار را به نشان دلاوری و امید پیوستن به آنها با خود به همراه داشتند.

## در فرهنگ مردم
در بازی عصر اسطوره∗ ‏(AOM) ساخته مایکروسافت در بخش نورس کمپین و در هنگام برگزیدن شهرآیین‌های (تمدن‌های) نوردیک، یکی از کاراکترهایی که یافت می‌شود اینهریار است. این کاراکتر در برابر جنگجویان انسانی نیرومند و در برابر پهلوانان ناتوان است.
در میان ترانه‌های گروه‌های دث متال مدرن اسکاندیناویایی با درون مایه‌های فولک و اپیک هم از اینهریار یاد شده‌است.

## بن مایه‌ها
- برگرفته از دانشنامه علمی-تخیلی فارسی
- About.com
- پانتئون[پیوند مرده]
- ویکی‌پدیا، مدخل هثرون
- طرفداران AOM